# 377 Campania
377 Campania eller 1893 AN är en asteroid i huvudbältet, som upptäcktes 20 september 1893 av den franske astronomen Auguste Charlois. Den har fått sitt namn efter den italienska regionen Kampanien.
Asteroiden har en diameter på ungefär 90 kilometer.